# Sakata
Sakata (酒田市; -shi) é uma cidade japonesa localizada na província de Yamagata.
Em 2003, a cidade tinha uma população estimada em 100 081 habitantes e uma densidade populacional de 569,32 h/km². Tem uma área total de 175,84 km².
Recebeu o estatuto de cidade a 1 de Abril de 1933.

## Cidades-irmãs
- Delaware, Estados Unidos
- Zheleznogorsk-Ilimsky, Rússia